# オドモTV
『オドモTV』は、NHK Eテレで2018年4月7日から放送されていたミニ番組。2021年3月27日の放送を以って終了した。本項では、関連番組のオドモンについても記述する。

## 概要
コドモ×オトナ=オドモTV 子供の独創性発想に大人が挑戦するバラエティ番組。

## 出演者
- 森山未來
- 岩井秀人
- 前野健太
- ELEVENPLAY
- STUTS
- 藤井亮
- 高瀬耕造（NHKアナウンサー） - 30分拡大スペシャル以降に出演。
- 鎌倉千秋（NHKアナウンサー） - オドモニュースキャスター
- 桑子真帆（NHKアナウンサー） - オドモニュースキャスター
- 佐藤オオキ
- ダイトくん - 真鍋大度[2]
- れんとくん（2010年度生まれ）
- なぎちゃん（2014年度生まれ）
- 番組に協力してくれる子供の皆さん（オドモのがたりの朗読者、オドモおどりの見本、他）

## コーナー
- オドモのがたり
  - 子供が自由なテーマで書いた投稿作文を子供が朗読し、前野のギター伴奏で、その作文の内容を岩井や森山が演じる[2]。
- オドモおどり
  - 少年または少女が音楽に合わせて踊ったフリーダンスを、MIKIKO振付監修でELEVENPLAYが完璧に再現する。
- オドモダンスコンテスト[7]
- オドモテック
  - こどもの“うごき”を大人が表現したらどうなるか。番組冒頭に出演するれんとくんやなぎちゃんの動きをコンピュータ分析し、その動きをダイトくんがNHK放送センター内の通路で再現する。制作するのは、メディアアーティスト・真鍋大度[8]。
- オドモニュース
  - 番組宛に送られた子供に起こった出来事をニュース番組風に紹介する。
- オドモアニメ
  - 子供達の絵を黒板でアニメにする。アニメーションは、トンコハウス[9]。
- オドモノ
  - 子供が描いたイラストを基にした物を、佐藤が作る。30分拡大スペシャルで開始した。

- オドモCM
  - 映像作家の藤井亮が、子どもたちの「宝物」をユニークなCMにして紹介する[10]。

- オドモビート
  - 子供達が持ってきた楽器を録音し、ビートを作る[11]。

- オドモごはん
  - 料理人の長谷川在佑が子供達の食べたかったごはんを再現[12]。

- オドモガチャ
  - 古屋大貴が子供達が考えたおもちゃを唯一無二の”オドモガチャ”にする[13]。

- オドモマイム
  - マイムアーティスト・が〜まるちょばが、子供と即興パントマイムをする[14]。

- オドモシティ
  - 子供達が考えた“住みたい理想の街”を建築家の田根剛が3DCGの世界で表現する[14]。

- オドモセッション[15]
  - RADWIMPSが[16]、子供達とセッションする。

- おまけコーナー
  - おまけのクイズやゲーム[14]。

## 放送日時
※放送日時はいずれも日本標準時（JST）
- 2017年9月16日、23日、30日、2018年4月7日 - 2021年3月27日
  - 土曜日19:45-19:55
  - 土曜日6:35-6:45（再放送）
- オドモTV30分拡大スペシャル
  - 2018年3月18日16:30-17:00（再放送:2018年3月26日23:00-23:30）

## スタッフ
- アートディレクション：佐野研二郎[2]
- 音楽：RADWIMPS[3]
- 映像監修：関和亮[2]
- 総合指導：MIKIKO、川村元気[2]

## オドモン
「オドモン」はあたらしい感覚のこども番組をコンセプトとしたオドモTVの関連番組である。
2020年8月14日 午前5:55-午前6:00に放送を開始した。
コーナーには、「フォークさん」というキャラクターがフォークをさがして歌う「フォークのフォーク」やどんなたんごか歌いながらあてる「たんごのタンゴ」などの曲や、RADWIMPSがこどもたちと新「ちゅっちゅるー」をつくるコーナーなどがある。

## 関連番組
- デザインあ - 番組構造世界観や一部スタッフ共通